# Tom Kane (Politiker)
Thomas „Tom“ Kane (* 23. August 1878 in Kingston, Ontario, Kanada; † 20. März 1939 im Ravalli County, Montana) war ein US-amerikanischer Politiker. Zwischen 1933 und 1934 war er kommissarischer Vizegouverneur des Bundesstaates Montana.

## Werdegang
Über die Jugend und Schulausbildung von Tom Kane ist nichts überliefert. Zwischenzeitlich hat er im Benton County in Oregon gelebt. Zu einem unbekannten Zeitpunkt vor 1915 kam er nach Montana, wo er eine politische Laufbahn einschlug, Er gehörte zunächst der vom ehemaligen Präsidenten Theodore Roosevelt gegründeten Progressive Party an und wechselte dann zu den Republikanern. Seit 1915 saß er im Senat von Montana, dessen President Pro Tempore er seit 1929 war.
Nach dem Rücktritt von Gouverneur John Edward Erickson, der in den US-Senat wechselte, wurde dessen Vizegouverneur Frank Henry Cooney sein Nachfolger im höchsten Staatsamt von Montana. Entsprechend der Staatsverfassung übernahm nun der President Pro Tempore des Staatssenats, Thomas Kane, kommissarisch die Funktion des Vizegouverneurs. Diese bekleidete er bis zum Ende seiner Amtszeit als President Pro Tempore im Jahr 1934. Nach seiner Zeit als Vizegouverneur ist Tom Kane politisch nicht mehr in Erscheinung getreten. Er starb am 20. März 1939 im Ravalli County. Kane war Mitglied der Freimaurer und der Veteranenorganisation American Legion.